# Kuźmy
Kuźmy [pronunciación en polaco: /ˈkuʑmɨ/] es un pueblo ubicado en el distrito administrativo de Gmina Dmosin, dentro del condado de Brzeziny, Voivodato de Łódź, en el centro de Polonia. Se encuentra a unos 6 kilómetros al este de Dmosin, a 17 kilómetros al norte de Brzeziny, y a 31 kilómetros al noreste de la capital regional Łódź.